# Wallhalbinsel

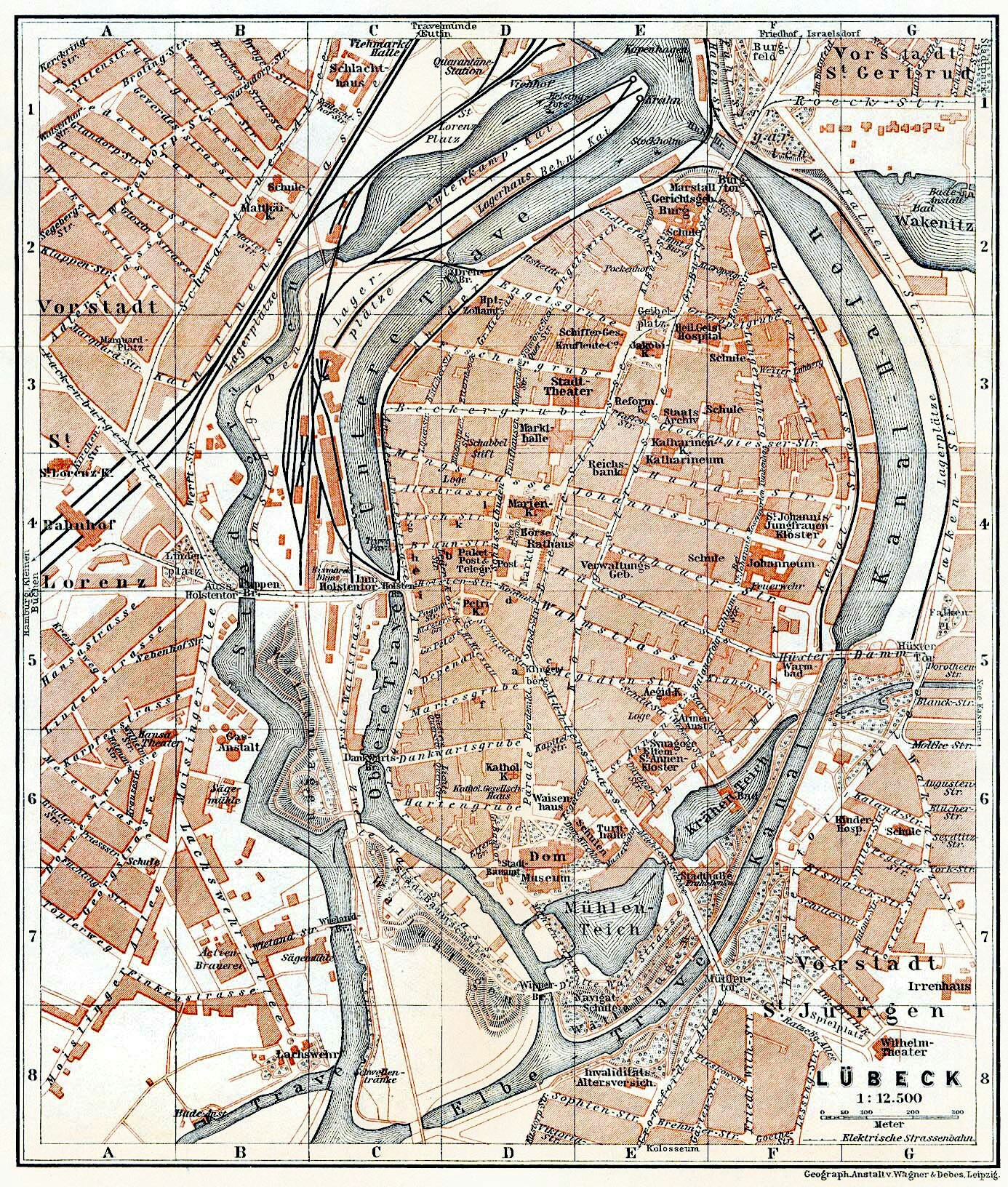
Genordeter Stadtplan Lübecks um 1910. Im Norden liegt die Nördliche Wallhalbinsel mit Hafenbahngleisen, dem 40 t tragenden Bockdrehkran an der Spitze und dem als Lagerhaus bezeichneten Kaufmannsspeicher. Unterhalb der Nördlichen Wallhalbinsel ist die Mittlere Wallhalbinsel mit den zu dieser Zeit von der Hafenbahn genutzten Rangier- und Abstellgleisen, den Lock- und Waggonschuppen und sonstigen Gebäuden von hafennahen oder auf Gleisanschluss angewiesenen Gewerbebetrieben zu sehen. Darunter befindet sich die bis heute unverändert als Naherholungsgebiet gestaltete Südliche Wallhalbinsel

Die Wallhalbinsel ist Teil einer künstlichen Insel im Westen der Lübecker Altstadt. Die Insel wird von Trave und Stadtgraben umflossen. Südliche Wallhalbinsel wird der Teil genannt, der südlich der Verkehrsachse von der Holstenbrücke über die Trave bis zur Puppenbrücke über den Stadtgraben liegt. Die Mittlere Wallhalbinsel reicht von dieser Verkehrsachse bis zur Achse aus den Festlandanbindungen Drehbrücke und Marienbrücke. Der sich von hier an nördlich anschließende Teil wird als Nördliche Wallhalbinsel bezeichnet. Zu beiden Seiten der Nördlichen Wallhalbinsel liegen Hafenbecken des Lübecker Stadthafens, nordwestlich der so genannte Wallhafen, südöstlich zur Stadtseite zugewandt der so genannte Hansahafen.

## Geschichte

### Entstehung und Fortentwicklung bis Ende der frühen Neuzeit

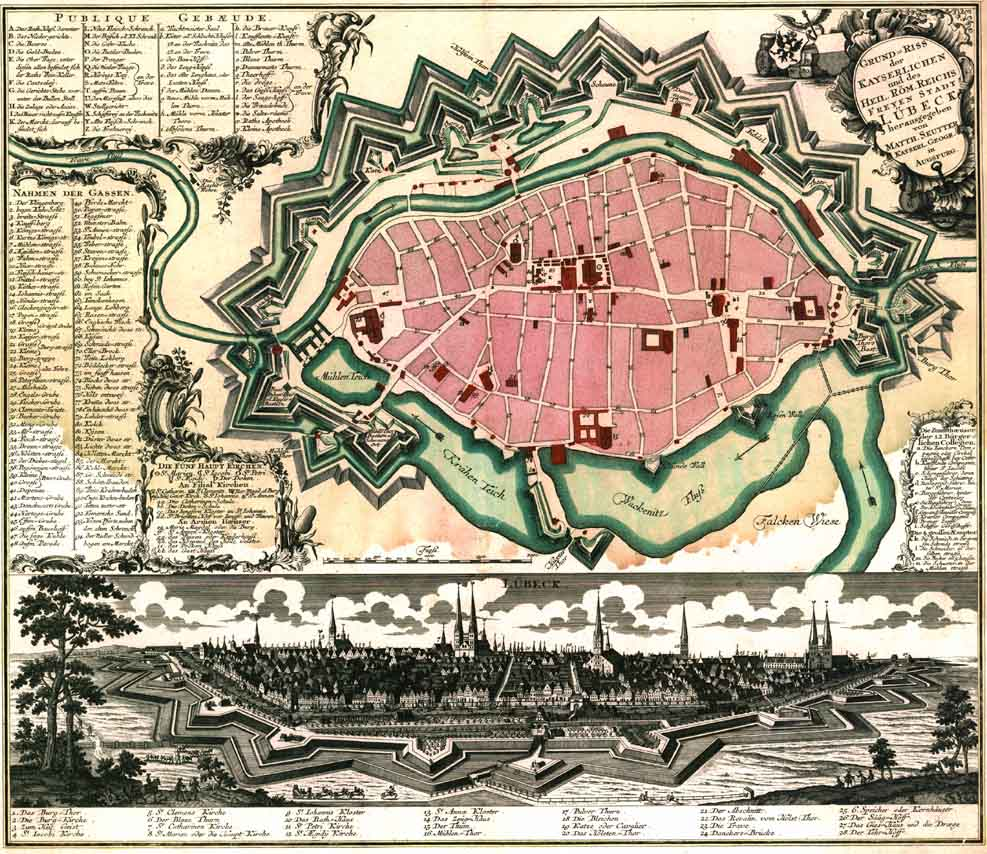
Stadtplan Lübecks um 1750 (Matthäus Seutter) mit Ausrichtung nach Westen. Ein Hauptaugenmerk liegt auf der Darstellung des genau bezeichneten barocken Bastionärsystems.

Im Bereich des Schussfelds außerhalb der mittelalterlichen Stadtmauern entlang der heutigen Untertrave gab es zunächst keine wesentliche Bebauung, welche die Sicht beeinträchtigen oder einem herannahenden Angreifer sogar Deckung bieten konnte. Von der mittelalterlichen Stadtbefestigung aus ließ sich Lübeck solange gut verteidigen, wie Feuerwaffen noch keine durchschlagend schädigende Kraft besaßen. Mit der Entwicklung des Artilleriewesens, worunter großkalibrige Rohrwaffen verstanden wurden, begann um 1535 der Ausbau neuer, den Stadtmauern und der Trave vorgelegter Fortifikationen in Form von steilen Erdwällen und -rondellen, welche den Beschuss auffangen konnten, ohne dass er Schäden anrichten konnte. Der dann folgende Wettlauf bei der Entwicklung von immer weiter reichender Artillerie und immer höherer oder weiter ausladender Stadtbefestigung führte auch in Lübeck dazu, dass mit Beginn des 17. Jahrhunderts das aus Italien stammende und in Frankreich zur Perfektion getriebene Bastionärsystem Einzug erhielt. Diese Anlagen mit ihren spitzwinkligen, im Vergleich zu den früheren Erdwällen wesentlich flacher geböschten Bastionen und wesentlich weiteren Gräben umfassten oft eine Fläche, die das zu schützende Innere an Größe übertraf (siehe Hauptartikel: Lübecker Bastionärbefestigung).
In Lübeck baute man ab 1613 nach den Planungen von Johan van Rijswijk unter Leitung des niederländischen Festungsbaumeisters Johan van Valckenburgh einen Kranz aus rund 20 solcher Bastionen – besonders um die westliche Seite der Stadtinsel herum, wo die eher schmale Trave im Vergleich zur gestauten und damit jenseits von 200 Metern breiten Wakenitz schon länger keine natürliche Schutzfunktion mehr besaß. So entstand aus dem natürlichen Travelauf und dem Stadtgraben, der aus dem für die Wallanlagen benötigten Aushub entstand, die künstliche Wallhalbinsel. Vor dem nach Westen (nach Holstein) gerichteten Holstentor wurde eine neue Toranlage zwischen die Bastionen gefügt. Auf der heutigen Nördlichen Wallhalbinsel entstand in sieben Jahren Bauzeit bis 1642 die Bastion Fiddel, in die der ehemals außerhalb der Stadtmauer gelegene Goldene Turm von 1484 integriert wurde. Weiter nördlich entstand die Teerhof-Bastion und die Bastion Düvelsort (dt. Teufelsort).
Der Abschnitt der Mittleren und Nördlichen Wallhalbinsel bis hin zur nördlichen Spitze mit der Bastion Düvelsort diente stadtseitig als Umschlagfläche für Massengüter wie Holz, Steine und Teer und wurde Lastadie genannt. Die Lastadie wurde im mittleren Teil, und zwar der Abschnitt zwischen dem Holstentor und der Goldenem Turm, wie bereits im Mittelalter für den Holzschiffbau genutzt. Neben den Wertsbetrieben gab es auch ein Sägewerk, welches am Ort das per Schiff oder mittels Flößen angelieferte Holz zum Baumaterial verarbeitete. Die dort verlaufende Straße Lastadie wurde bis auf ein kurzes Teilstück nach dem Tode des früheren deutschen Bundeskanzlers und gebürtigen Lübeckers Willy Brandt in Willy-Brandt-Allee umbenannt.
Die stadtseitig hinter den Fortifikationen des ausgehenden Mittelalters gelegenen Flächen waren bereits gegen Ende des 15. Jahrhunderts neu gewonnenes sicheres Terrain. Hier wurden daher alsbald auch Hafenbetriebe angesiedelt und Wirtschaftsgebäude errichtet, für welche die Lage geeignet oder auf der Altstadtinsel kein Raum war oder deren Vorgänger im Rahmen der neu errichteten Wallanlagen weichen mussten.
Der größte Bau war die 1639 zusammen mit dem Ausbau der Bastion Fiddel neu errichtete Kaufmannsdröge, deren Nachfolgebau heute der Kaufmannsspeicher ist (alias Media Docks). In der Dröge wurden Schiffstaue, die mit Teer getränkt waren, um sie dadurch wetterfest zu machen, zum Trocknen aufgehängt. Neben der Dröge der Kaufmannschaft gab es auch einen Teerhof, der als Einrichtung die gleiche Funktion besaß. Der erste Teerhof wurde bereits um 1400 ebenfalls wegen der Feuergefahr beim Umgang mit erhitztem Teer auf dem Areal der späteren Nördlichen Wallhalbinsel eingerichtet. Zeitgleich dürften daher zwei Drögen in Betrieb gewesen sein, deren ältere im Bereich der Teerhof-Bastion gelegen hatte. An der Kaufmannsdröge waren wegen des weichen Baugrunds mehrfach umfangreiche Instandsetzungen oder gar vollständige Neubauten erforderlich – letztmals im Jahr 1812 während der französischen Besatzungszeit. Die Nutzung der Kaufmannsdröge im Sinne ihrer ursprünglichen Bestimmung wurde 1845 nach dem Hamburger Brand von 1842 endgültig aufgegeben und weiter nach Norden verlegt um – zuletzt 1883 auf die 1882 entstandene Teerhofinsel.
Südlich hinter der Kaufmannsdröge lag etwas versetzt das 1647 erbaute und 1666 erweiterte städtische Gießhaus, auch Ratsgießhaus genannt, welches einerseits wegen der Brandgefahr und andererseits wegen der benötigten Tonvorkommen hier am Ufer der Trave angesiedelt wurde. In diesem Gießhaus wurden neben Glocken besonders auch Kanonen für den städtischen Bedarf, überwiegend aber für den Export gegossen.

### Entfestigung und Umgestaltung zum Naherholungsgebiet
Gegen Ende des 18. Jahrhunderts besaßen die Wallanlagen keinen ernstzunehmenden Verteidigungszweck mehr. Napoleon zeigte mit seinem Eroberungszug durch Europa, dass Schlachten nicht mehr aus befestigten Stellungen heraus gewonnen werden können. Daher beschloss der Rat der Stadt bereits 1803 – zwar im Jahre der Einnahme Hannovers durch Napoleons Truppen, jedoch nachdem im Zuge des Reichsdeputationshauptschlusses die Neutralität der drei Hansestädte anerkannt worden war – Lübeck schrittweise zu entfesten. Es war zugleich der Beginn einer nur kurz andauernden Sonderkonjunktur in Lübeck, als englische Schiffe den Lauf der Elbe und der Weser nicht mehr befahren konnten und nach Lübeck umgeleitet werden mussten.
1804 wurden die Wallanlagen in kunstvolle Parkanlagen mit Wegen und Aussichtsplattformen umgewandelt. Die Bastion Düvelsort erhielt den Namen Bellevue, die Schiffsverbindung, mit der die Lübecker zur Spitze der Wallhalbinsel übersetzen konnten, nannte sich entsprechend Bellevue-Fähre. Besonders die Bellevue entwickelte sich schnell – wie heute der hier angesiedelte Strandsalon – zum beliebten Aussichtspunkt und Ort zum Flanieren, Begegnen und Erholen. Von der Höhe der Wallanlagen aus bot sich nach Osten ein freier Blick auf die Lübecker Altstadtsilhouette, auf der Westseite bestand bereits ein um 1750 angepflanzter Saum aus großen Bäumen. Die Südliche Wallhalbinsel besteht bis heute in dieser Nutzung fort.
Die gewerblichen Areale blieben von der Umgestaltung der Wälle in Parkanlagen unberührt und grenzten nur durch Zäune getrennt direkt aneinander. Doch einer kontinuierlichen Ausweitung des Hafenbetriebs fielen besonders auf der Feldseite nach und nach Teile der alten Wallanlagen zum Opfer. Das städtische Pulvermagazin wurde auf die Westseite der Bastion „Fiddel“ verlagert. Auch der Teerhof wurde auf die Feldseite der Bastion Bellevue verlegt, ab Mitte des 19. Jahrhunderts wurde der alte Stadtgraben schrittweise zu einem Hafen für den Holzumschlag entwickelt. Damit Raum für Holzlagerplätze entstehen konnte, mussten die Bastionen teilweise abgetragen werden. Für die Schiffbarkeit des Stadtgrabens wurde sein zackiger Verlauf nach und nach sanfter gestaltet und zur Feldseite hin ins Land erweitert.

### Einzug der Eisenbahn und Industrialisierung des Hafenbetriebs

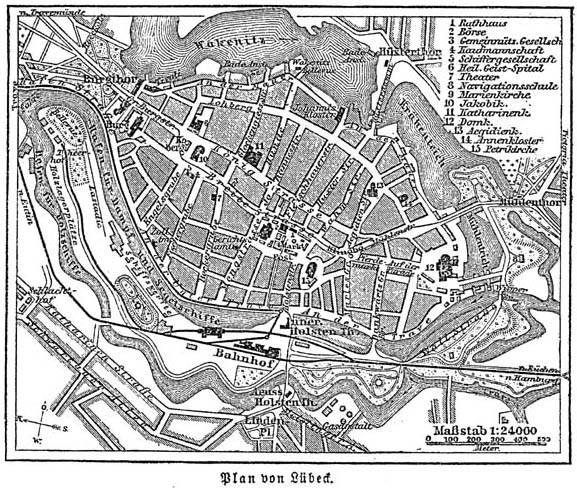
Plan von Lübeck im 19. Jh., deutlich erkennbar die Nutzung der Wallanlagen als Eisenbahntrasse der LBE, die Umnutzung durch den Hafenausbau ab 1850 ist bereits erkennbar

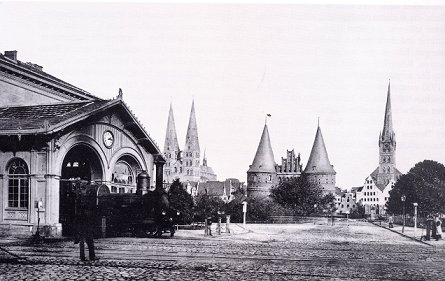
Lübecks erster Bahnhof auf der Wallhalbinsel

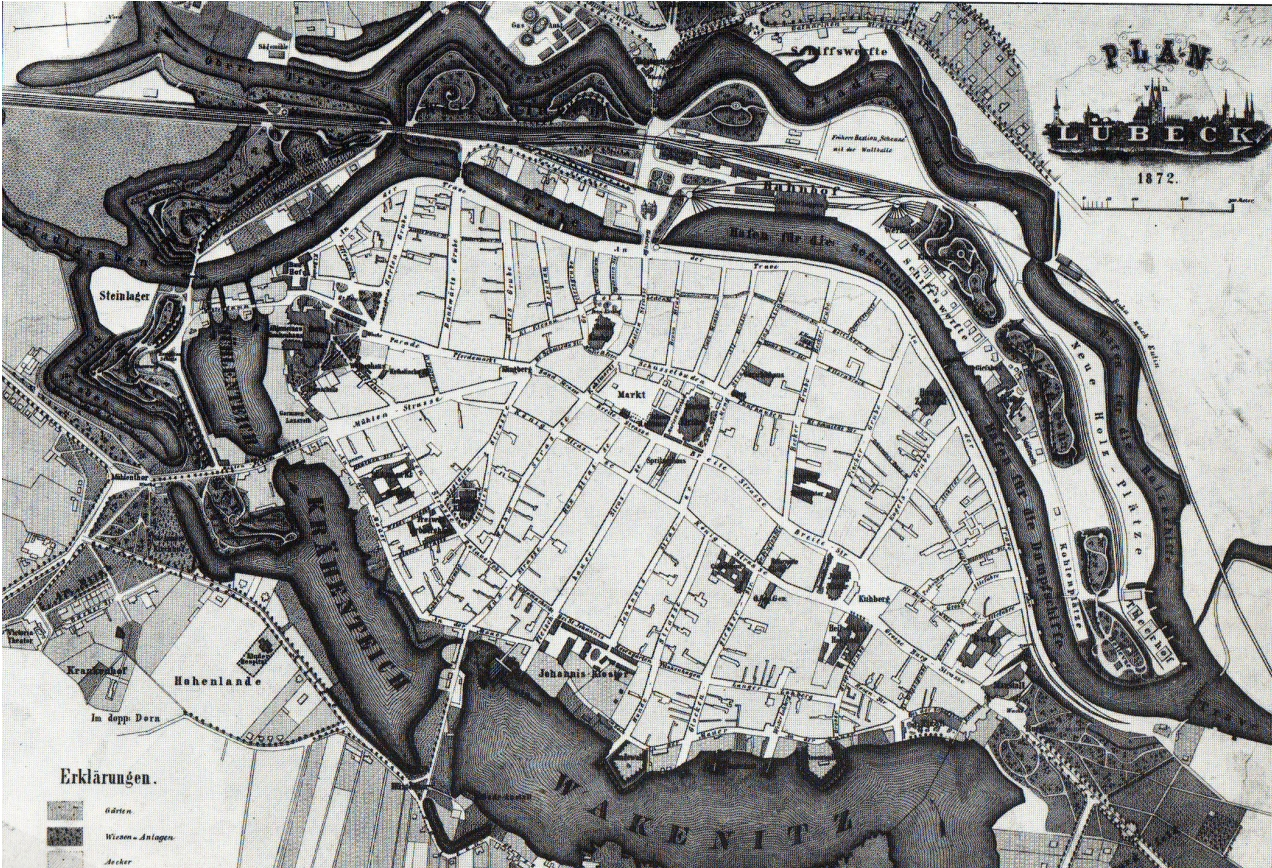
Lübeck 1872. Plan mit Ausrichtung nach Westen. Die Darstellung der Wallhalbinsel mit dem gesamten Gleisnetz der ab 1851 eingerichteten Eisenbahn ist ein wichtiger Aspekt des Stadtplans.

1851 erhielt die Eisenbahn Einzug in Lübeck. Der erste Bahnhof mit einer Anbindung an das Streckennetz zwischen Hamburg und Berlin bei Büchen wurde von der Lübeck-Büchener Eisenbahn (LBE) im Bereich des Walles nordwestlich des Holstentor auf der Mittleren Wallhalbinsel gebaut. Dieser Bahnhof wurde über die heutige Possehlstraße auf dem südlichen Teil der Wallhalbinsel angefahren. Der Bau der Eisenbahn führte daher zu einer frühen Entfestigung insbesondere der Mittleren Wallhalbinsel, wo neben dem Bahnhof bis 1854 auch Rangierabschnitte, Lok- und Waggonschuppen und eine Maschinenwerkstatt eingerichtete wurden. Weitere Gleisanlagen für den Güterverkehr und für die ersten Stränge der Hafenbahn erstreckten sich entlang der Feldseite der Nördlichen Wallhalbinsel bis zum neuen Teerhof westlich der Bastion Bellevue. Der Holzhafen erhielt somit den für den Umschlag schwerer Güter im Fernhandel wichtigen Gleisanschluss.
Auf dem Areal der Nördlichen Wallhalbinsel gab es mit dem in die Bastionärbefestigung integrierten Goldenen Turm, der Dröge und dem Ratsgießhaus noch immer drei mittelalterliche bis frühneuzeitliche Bauwerke, die – stünden sie heute noch – zu den größten profanen Großdenkmalen Lübecks zählen würden. Doch früh setzte sich der damalige Bauinspektor und spätere Wasserbaudirektor Peter Rehder für die industrielle Erweiterung des Lübecker Hafens ein, der diese Bauwerke weichen mussten.
1884 legte Rehder eine Studie zum Ausbau des Hafens vor, aus der 1905 der so genannte „Rehder-Plan“ hervorging. Zu dem von Rehder geforderten Um- und Ausbau der Lübecker Hafenanlagen gehörte auch die Umwandlung der Traveufer bis Travemünde zu Industriezonen und der Neubau leistungsfähiger Hafenbecken im Norden von Lübecks Innenstadt.
Der erste Schritt zur Realisierung dieser Planung im Bereich der Wallhalbinsel war 1892 deren Anbindung an die Altstadt mittels der hydraulisch betriebenen Drehbrücke (Lübeck) auf der Höhe der Engelsgrube. Sie war gleichfalls für Straßen- und Schienenverkehr ausgerichtet. Die dampfbetriebene hydraulische Pumpstation versorgte gleichzeitig über in der Kaimauer verlegte Kanäle den Hebemechanismus des auf der Nordspitze der Wallhalbinsel neu installierten Bockdrehkrans, der mit 40 t Hebefähigkeit neue Maßstäbe setzte. Soweit für die weitere Neuordnung des Hafenareals erforderlich, wurden 1886 die historischen Bauwerke, darunter die Dröge und das Ratsgießhaus, geschleift. In den Jahren 1885–1893 wurden die gesamten nördlichen Bastionen eingeebnet, die Uferlinien zur Trave und zum Stadtgraben begradigt und mit massiven Kaikanten befestigt – 1886 der stadtseitige Behnkai und 1900 der feldseitige Kulenkampkai.
Die Erschließung der Hafenanlagen erfolgte durch die mit dem übrigen Eisenbahnnetz verbundene Hafenbahn. Die vorhandenen Gleisanlagen wurden nach den Plänen Rehders neu geordnet. Die Nördliche Wallhalbinsel erhielt eine Zentralachse aus fünf parallel laufenden Gleisen, die sich am nördlichsten Punkt vor dem Kopfbau des heutigen Schuppens D in einer Drehscheibe trafen. Über diese Drehscheibe konnte man Waggon für Waggon von den wasserseitigen Gleisen auf die landseitigen bzw. die der gegenüberliegenden Wasserseite überführen. Weitere Schienenstränge der Hafenbahn wurden jeweils auf dem Behnkai und dem Kulenkampkai sowie auf den gegenüberliegenden Kaianlagen an den beiden Hafenbecken verlegt und waren über die Drehbrücke miteinander verbunden.
Im Anschluss an die verkehrstechnische Erschließung auch der Nördlichen Wallhalbinsel wurden entlang der Kaikanten lang gezogene Speichergebäude bzw. Hafenschuppen errichtet. 1894 wurde zunächst Schuppen E errichtet (Anfang des neuen Jahrtausends abgebrochen); 1897 entstand finanziert durch die Lübecker Kaufmannschaft das städtische Lagerhaus für Getreide, der so genannte Kaufmannsspeicher. Nach der Befestigung des Kulenkampkais zum Wallhafen folgten zwischen 1901 und 1907 sechs eingeschossige Hafenschuppen: 1901 Schuppen C, 1903 der besonders lange Schuppen A, 1904 der Schuppen B und 1907 der Schuppen D. Der Hafenschuppen F wurde erst 1938 geplant, in Kriegszeiten mit Unterbrechungen bis 1944 weitgehend fertig errichtet und vom Internationalen Roten Kreuz in Nutzung genommen, aber erst nach dem Krieg im Jahr 1949 endgültig fertiggestellt.
Die Anordnung dieser Kaispeicher in Form von zwei parallelen Gebäudesträngen links und rechts einer zentralen Gleisachse auf einer beidseitig von Hafenbecken umgebenen Landzunge war ein hafenbautechnisches Novum. Rehder verwirklichte damit ein seinerzeit unübertroffen effizientes Durchladesystem für den Güterumschlag zu Lande und zu Wasser. Stück- und Schüttgut konnten vom Schiff in die Speicher oder aber auch direkt auf die Bahnwaggons gebracht werden, während eine gleichzeitige Belieferung der Schiffe vom Lande her möglich war. Den Schuppen kam damit die Funktion von Pufferspeichern zu, mit denen die Diskontinuitäten in der Ankunft und Abfahrt der verschiedenen Verkehrsmittel ausgeglichen werden konnten. Damit konnte die Hafenkapazität, die sich ausschließlich an den verfügbaren Kaikanten bemaß, signifikant erweitert werden.
Die wasserseitigen Doppelgleise wurden durch Portalkrane überspannt, die über den Zügen auf eigenen Schienen parallel zur Kaikante beweglich waren. An den Lager- und Schuppengebäuden wurden auch so genannte Halbportalkrane installiert, deren fahrbarer Unterbau landseitig auf einer am Speichergebäude befestigten Schiene lief. Bis in die 1990er Jahre besaß die Nördliche Wallhalbinsel 20 solcher Krananlagen, die bedingt durch die Kriegsbeschädigung an Palmarum 1942 und durch den technischen Fortschritt gelegentlich erneuert oder ausgetauscht wurden. Die heute noch vorhandenen historischen Krane auf der Nördlichen Wallhalbinsel sind
- ein ortsfester ehemals hydraulischer Bockdrehkran Nr. 1 (Haniel & Lueg 1893, 40 t Tragkraft, Denkmalschutz 1988),[6]
- ein Halbportal-Wippkran Nr. 19 (Kampnagel 1917, 2 t Tragkraft, Denkmalschutz 1993),
- der Portalkran Nr. 22 (Kampnagel 1953, 3 t Tragkraft, Denkmalschutz 2012) und
- der Portalkran Nr. 52 (Kampnagel 1967, 15 t Tragkraft, Denkmalschutz 2012).

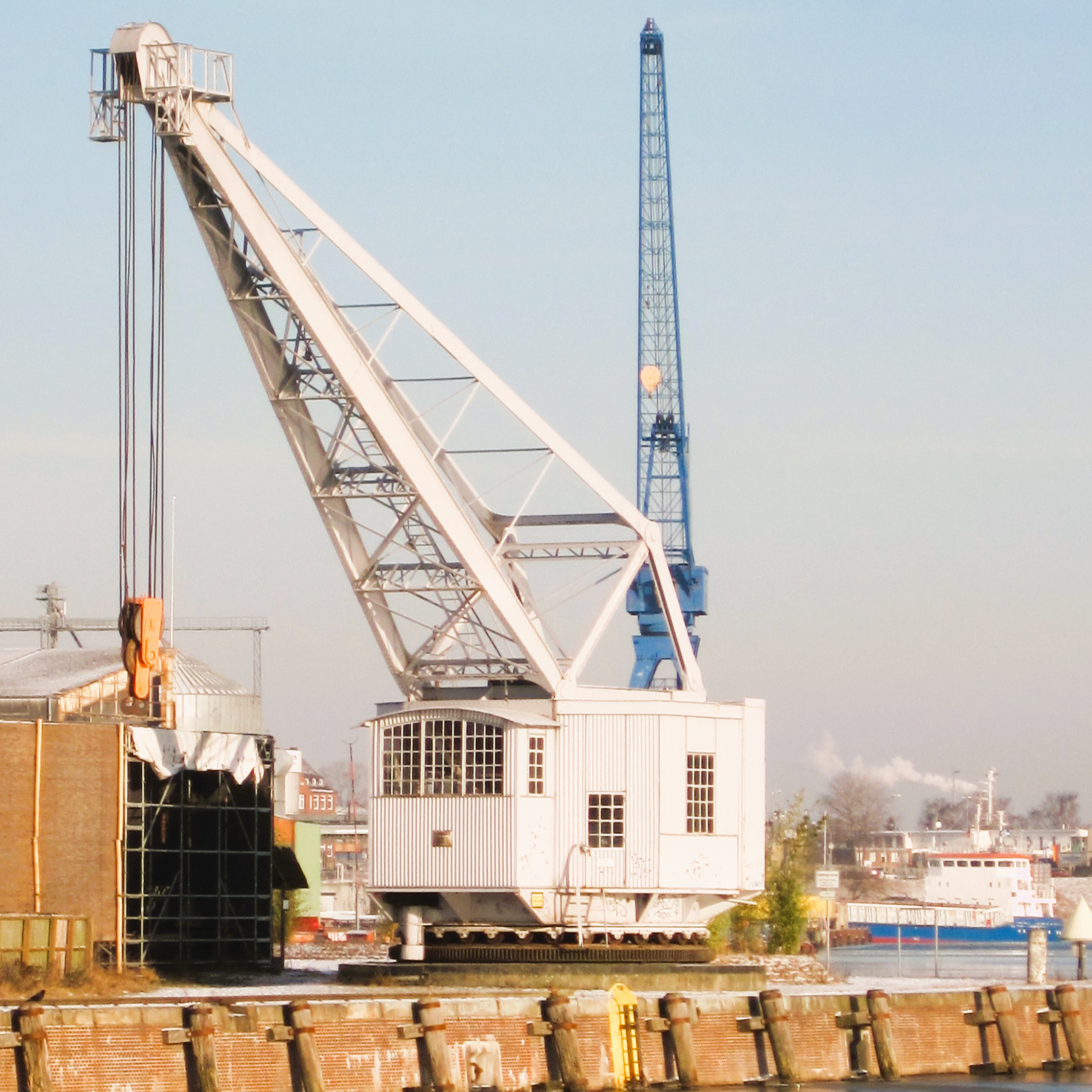
Bockdrehkran Nr. 1, Haniel & Lueg (Bj. 1893)
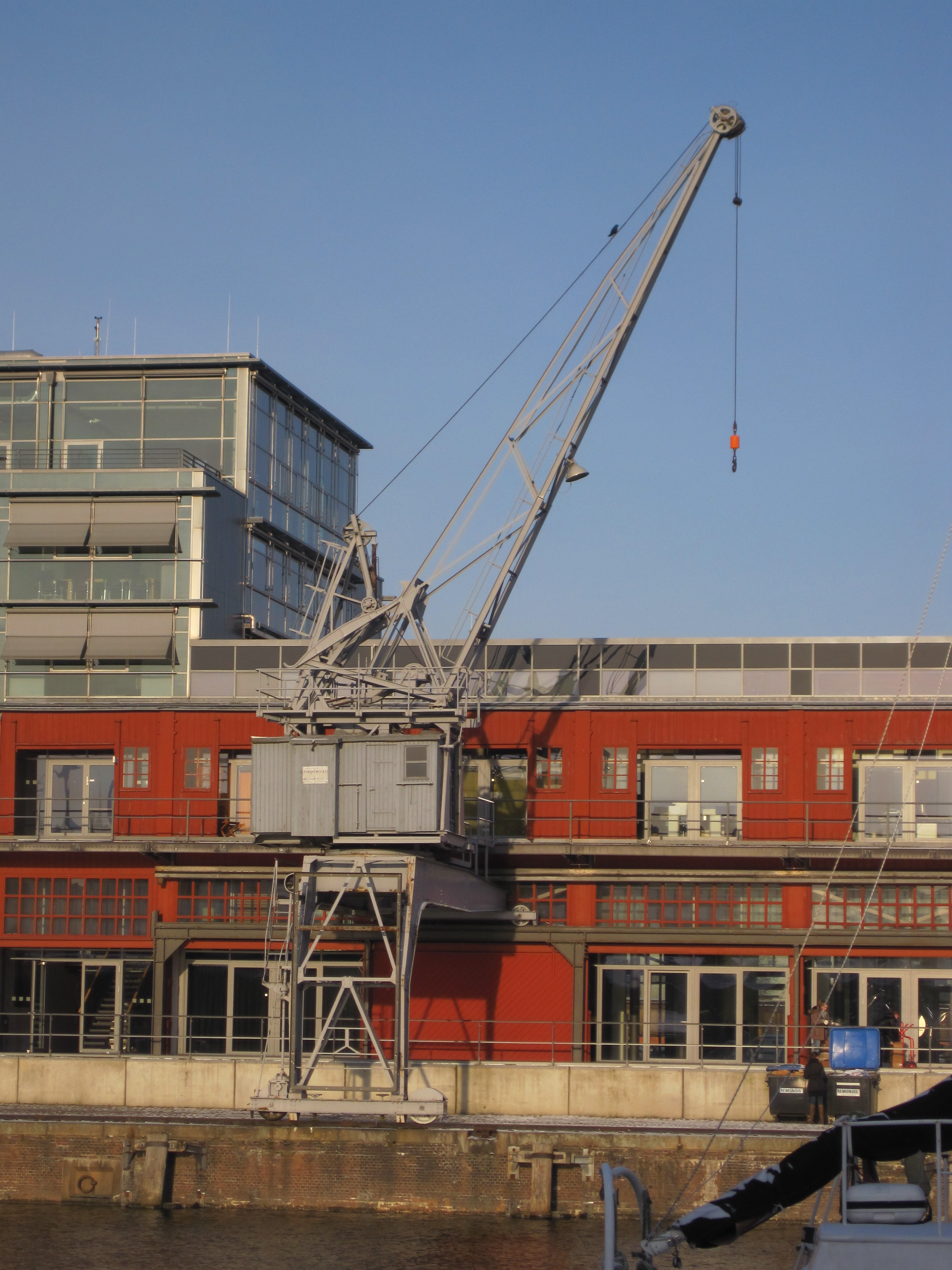
Halbportalkran Nr. 19, Kampnagel (Bj. 1917)
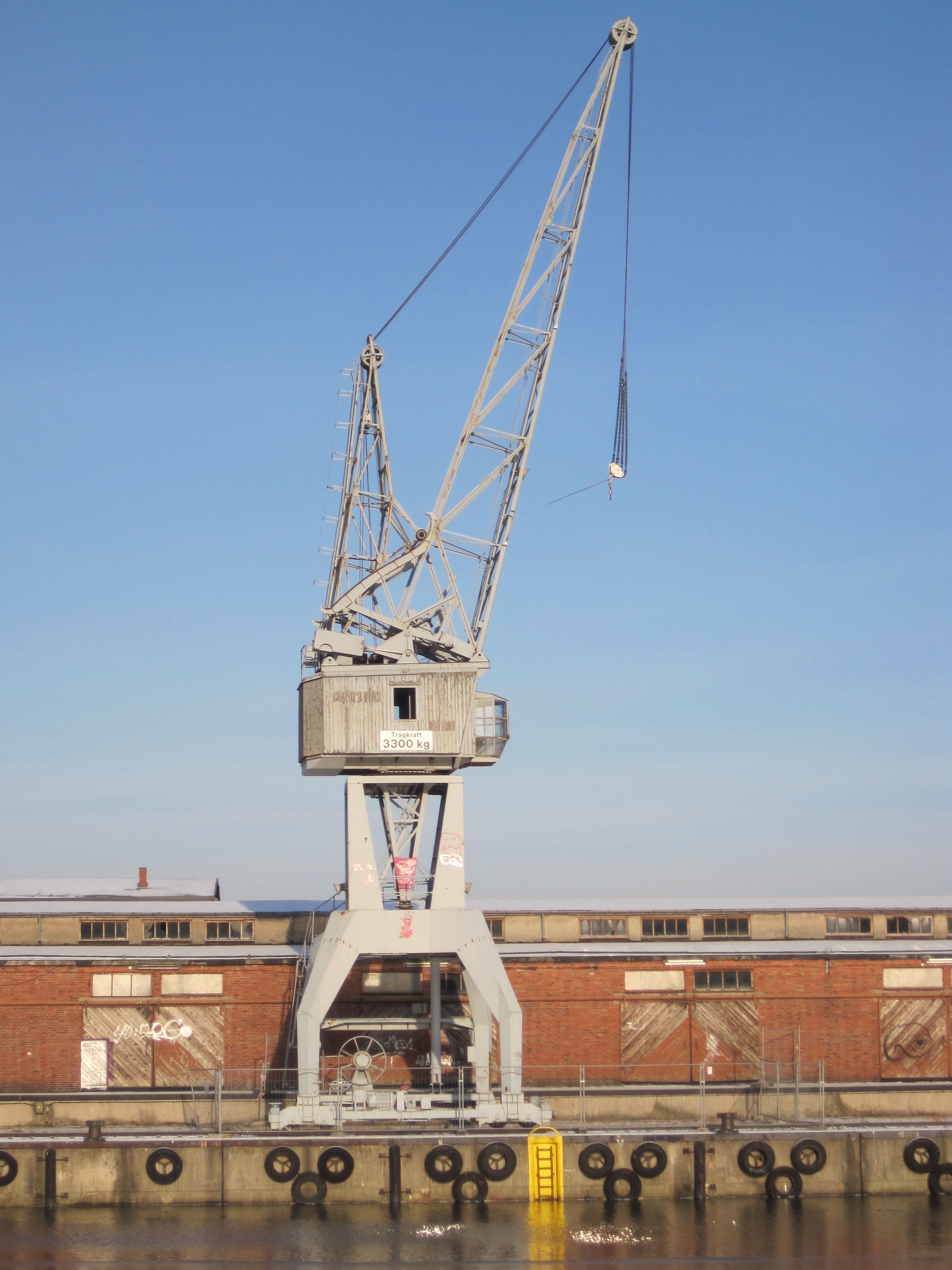
Portalkran Nr. 22, Kampnagel (Bj. 1953)
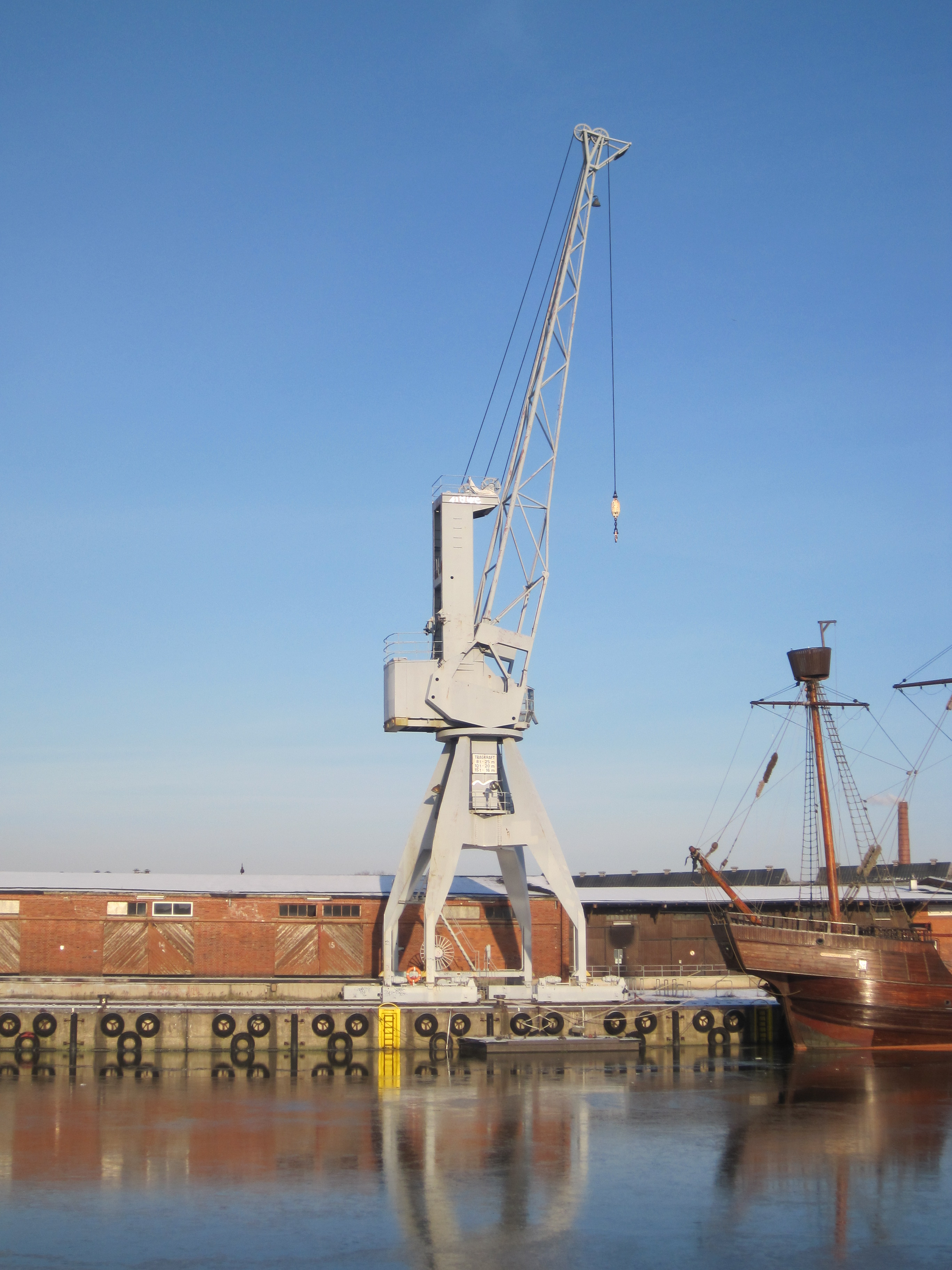
Portalkran Nr. 52, Kampnagel (Bj. 1967)

Mit diesen vier Kranen besitzt Lübeck folglich ein museales Ensemble fast einhundertjähriger Kranbaugeschichte. Das mit der Vielzahl von einst bis zu 20 Kranen ermöglichte schnelle Be- und Entladen vom Waggon direkt auf das Schiff und umgekehrt ist zudem das Kennzeichen des frühindustriellen Hafenwesens, welches als bauliches Ensemble europaweit nur im Bereich der Nördlichen Wallhalbinsel bis heute noch weitgehend vollständig erlebbar geblieben ist. Mit der Fertigstellung der von Rehder geplanten und bis heute noch überlieferten Hafeninfrastruktur besaß Lübeck zu Beginn des 20. Jhs. im Bereich der Nördlichen Wallhalbinsel den europaweit modernsten Seehafen.
Nach der Umsiedlung des Lübecker Bahnhofs bis zum Jahr 1906 gewann man auf der Mittleren Wallhalbinsel große Flächen für hafennahe gewerbliche Zwecke hinzu. Bis 1942 gab es im Bereich der Mittleren bis Nördlichen Wallhalbinsel kaum Veränderungen. Mit dem Zweiten Weltkrieg war dann ein wirtschaftlicher Einbruch verbunden, der in der Nacht zu Palmarum 1942 durch das Bombardement der Lübecker Altstadt auch in schweren Beschädigungen der Hafeninfrastruktur gipfelte. Auf der Nördlichen Wallhalbinsel wurde der Kaufmannsspeicher in Teilen zerstört, ebenso brannten die hölzernen Bereiche der Schuppen A, C und D weitgehend nieder. Wegen der Kriegswichtigkeit des Lübecker Hafens wurden noch während des Krieges alle Schuppen und der Kaufmannspeicher repariert bzw. wieder aufgebaut. Der bereits vor Kriegsausbruch 1938 geplante und 1939 begonnene Bau des Schuppens F wurde bis 1944 in Stahlbetonbauweise und unter Zuhilfenahme norwegischer Zwangsarbeiter zu Ende geführt, die auf einem Schiff untergebracht und verpflegt worden waren. Am Eingang zur Halbinsel wurde 1956 ein 2012 unter Schutz gestelltes LKW-Waagenhaus errichtet. Die Plätze zwischen den Schuppen B und C und C und D wurden 1977 bzw. 1983 mit Hallen aus Stahlrahmen mit Profil-Zinkblechverkleidungen überbaut.
Nach Kriegsende konzentrierten sich die Bemühungen Lübecks um den weiteren Ausbau und die Modernisierung der Hafenanlagen auf die Häfen im weiteren Taveverlauf bis nach Travemünde. In den Zeiten des Wiederaufbaus und der Wirtschaftswunderjahre kam dem gesamten Lübecker Hafen – folglich auch dem Wall- und Hansahafen – eine wichtige Funktion zu, die bis in die 1970er Jahre hinein zu einer intensiven Nutzung der gesamten Infrastruktur führte. Das auf der Nördlichen Wallhalbinsel praktizierte Lift-on/ Lift-off-Verfahren vom Güterwaggon aufs Schiff und umgekehrt erreichte jedoch bereits in den 1960er Jahren seinen wirtschaftlichen Höhepunkt. Danach wurde das Stückgutgeschäft zunehmend mittels des 1956 erstmals eingeführten standardisierten Fracht- und Schiffscontainers abgewickelt, für den in Folge gänzlich neue und immer leistungsfähigere Verladesysteme eingeführt wurden. Mit dieser Leistungsfähigkeit beim Laden und Löschen auch immer größer werdender Schiffe konnten die herkömmlichen Krananlagen nicht annähernd konkurrieren.
1983 betrug der Jahresumschlag an Kulenkampkai und Behnkai noch rund 270.000 t – vornehmlich Papier, Zellulose, Salz, Kali, Rundholz und Holzhackschnitzel. Die Hafenschuppen und das Lagerhaus dienten in erster Linie zur Lagerung dieser Güter, wurden aber nach und nach auch von Gewerbe- und Handwerksbetrieben genutzt, die aus der mittelalterlichen Altstadt aufgrund ihrer räumlichen Enge und schwierigen Erreichbarkeit für Schwerlasttransporte in die unmittelbare Umgebung ausweichen mussten.

## Aktuelle Nutzung

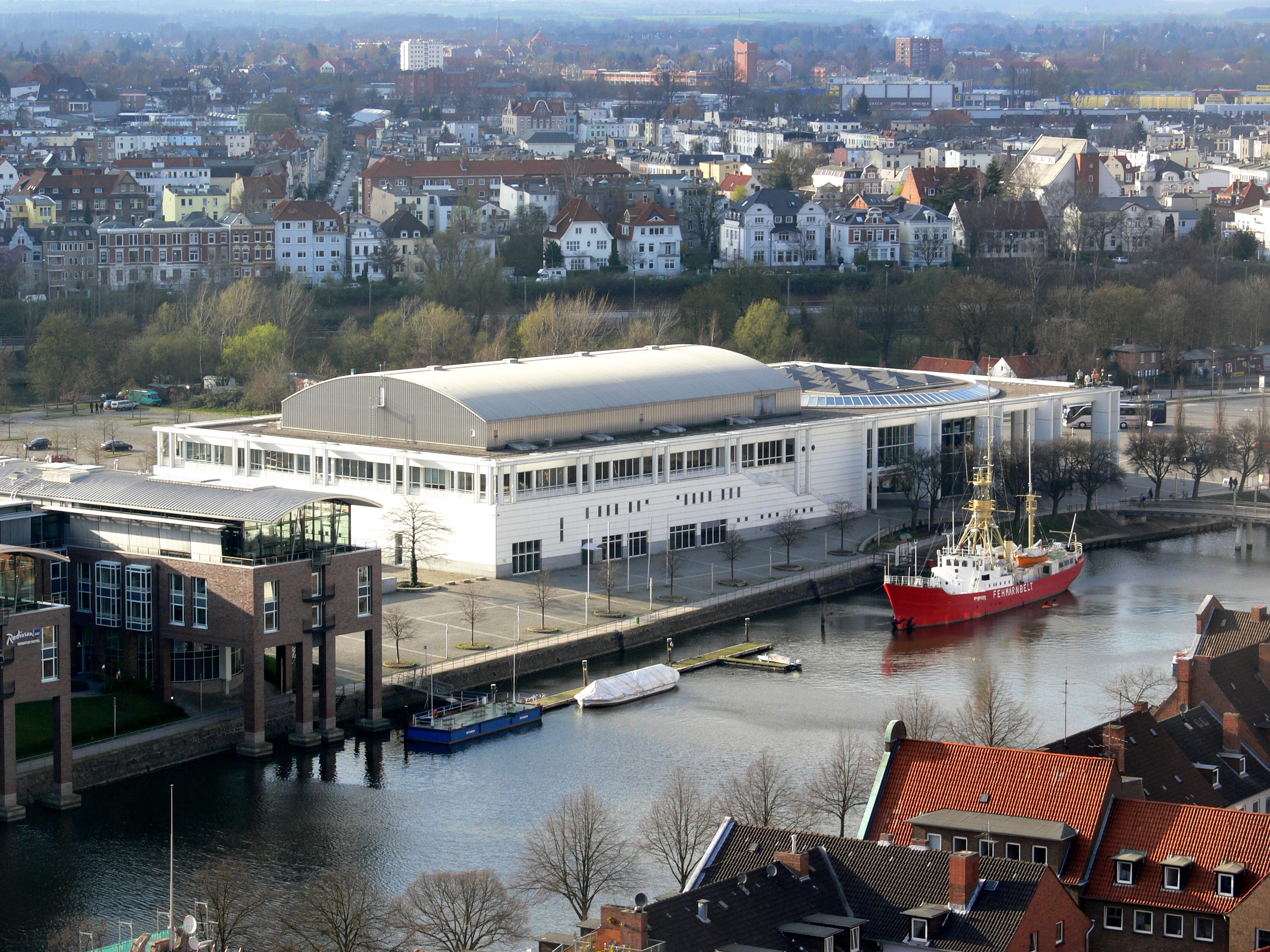
Musik- und Kongresshalle (MuK)

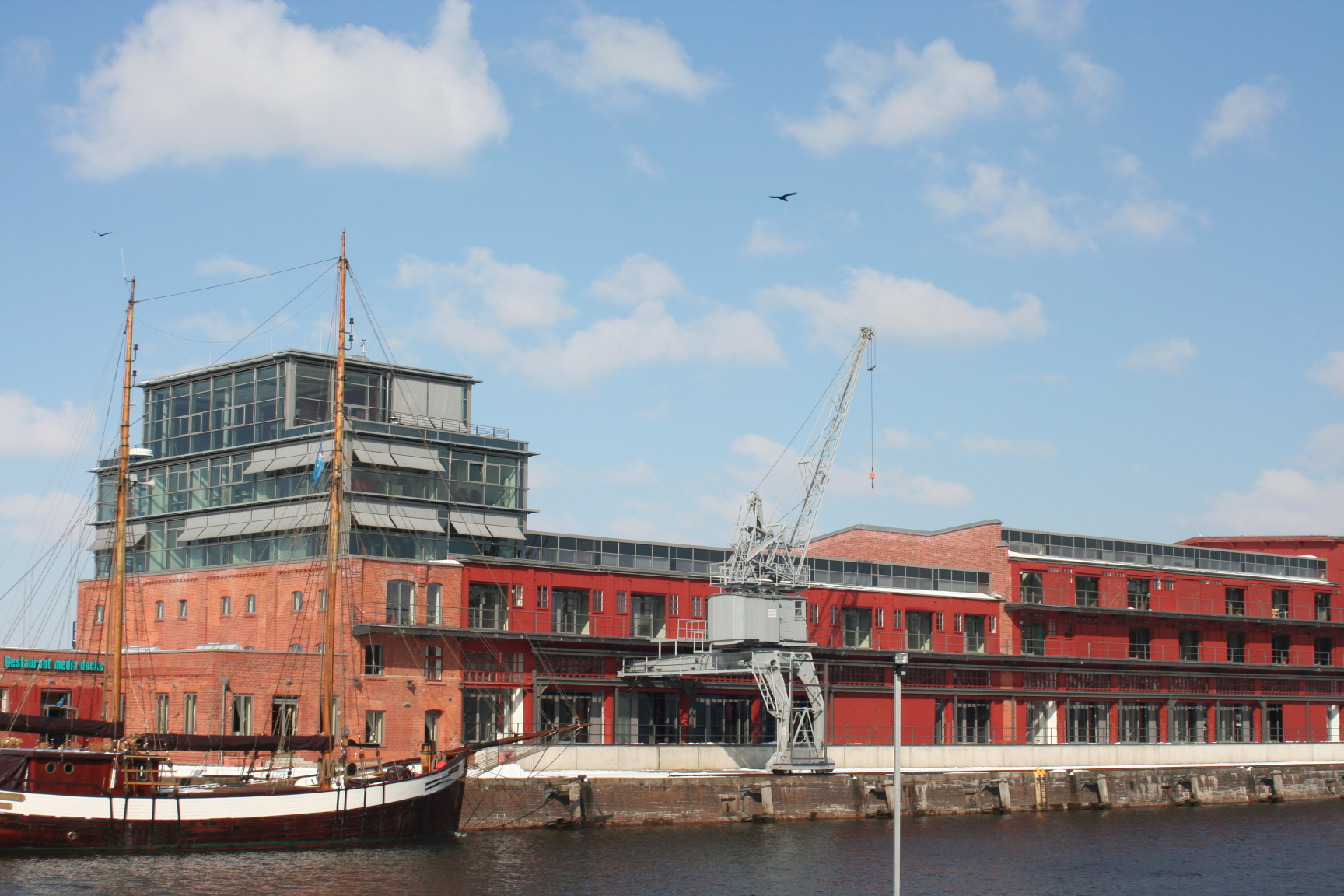
Ehemaliger Kaufmannsspeicher, heute Media Docks, auf der Nördlichen Wallhalbinsel

Kraweel Lisa von Lübeck der Gesellschaft Weltkulturgut Hansestadt Lübeck e. V., Nachbau eines mittelalterlichen Holzschiffs aus dem 15. Jahrhundert.

Die Südliche Wallhalbinsel ist bis heute weitgehend in der Form der Wallanlagen des 17. Jhs. erhalten geblieben. Die Wallanlagen bieten der heutigen Stadtbevölkerung das in der Dichte der mittelalterlichen Strukturen nicht vorhandene Ausweichgebiet zur Naherholung, Sportstätten und Kinderspielplätzen. Auf der zur Stadt gerichteten Seite der Wallanlagen sind die Uferzonen der Trave heute deindustrialisiert und zu Wohngebieten umgewidmet worden. Die Wallanlagen werden durch die Possehlstraße durchschnitten, die auf der Achse der ersten Eisenbahnlinie nach Lübeck mit dem alten Hauptbahnhof vor dem Holstentorplatz nach der Verlagerung des Hauptbahnhofs an seinen heutigen Ort errichtet wurde.
Nach intensiver gewerblicher und hafenbetrieblicher Benutzung wird die Mittlere Wallhalbinsel heute von einer Außenstelle der Deutschen Bundesbank am Holstentorplatz, zwei Hotels und der Musik- und Kongresshalle Lübeck (MuK) sowie der Alternativen, einer alternativen Freizeit- und Kultureinrichtung, sowie der Feuerwehr Lübeck genutzt. Rund um die MuK befinden sich weiträumige Parkplatzanlagen für Pkws und Reisebusse.
Die Nördliche Wallhalbinsel ist seit nach der durch die Bürgerschaft 1993 beschlossenen und 1996 erfolgten Verlagerungen der Hafennutzungen in Richtung Vorwerker Hafen, Herrenwyk, Schlutup und zum Skandinavienkai eines der größeren und anspruchsvolleren städtebaulichen Restrukturierungsvorhaben der Stadt.
Das Projekt wurde allerdings von der Stadt Lübeck seit 1994 zweimal fehlplatziert, also an Investoren vergeben, die mit dem Projekt und seiner Größenordnung nicht zurechtkamen. Saniert wurde jedoch im Bereich der Nördlichen Wallhalbinsel ein ehemaliger Speicher, Lagerhaus oder Kaufmannsspeicher genannt, der im Zweiten Weltkrieg schwer beschädigt worden war. Er wurde unter dem neuen Namen Media Docks zum bestimmenden Baukörper der Nördlichen Wallhalbinsel.
Auch zwei der bislang noch vier verbliebenen alten Hafenkrane – der Bockdrehkran an der Nordspitze und der Halbportalkran am Kaufmannsspeicher – stehen als technische Denkmale unter Schutz. Mehrere Jahre bemühte sich die Bürgerinitiative Rettet Lübeck (BIRL) um den Schutz der beiden weiteren Krane, den Portaldrehkranen aus der ehemaligen Kampnagelfabrik in Hamburg, wie der übrigen noch verbliebenen Kaispeichergebäude A, B, C, D und F, die im Rahmen der Errichtung eines geplanten Luxuswohngebiets am Wasser unter dem Namen KaiLine abgewrackt bzw. geschleift werden sollten. 2012 wurde die Unterschutzstellung der beiden Krane Nr. 22 und 52 erreicht. Auch das Waagenhäuschen am südlichen Beginn der Nördlichen Wallhalbinsel wurde unter Denkmalschutz gestellt. Der Schutz der Kaispeicher wurde in Anbetracht des aktuellen städtischen Neubauvorhabens mit dem Hinweis auf den baulichen Zustand und die teilweisen Kriegsbeschädigungen versagt.
Aktuell werden die historischen Hafengebäude durch Lageristen, Kleingewerbetreibende, Trödelhändler, Handwerker und Künstler sowie von Seglervereinen und der Gesellschaft Weltkulturgut Hansestadt Lübeck genutzt, die hier auch ihre Schiffswerft und ihr Materiallager für den Bau und die Unterhaltung der Lisa von Lübeck unterhält. Außerdem ist hier die Leitung der Jugendbauhütte Lübeck untergebracht.
Die Hafenbecken zwischen der Wallhalbinsel und der Lübecker Altstadt südlich und nördlich der Drehbrücke werden als Museumshafen Lübeck genutzt. Auf der Spitze der Halbinsel gegenüber dem Ausgang des Elbe-Lübeck-Kanals befindet sich mit dem Strandsalon ein nach dem Willen der städtischen Verwaltung nur als Zwischennutzung vorgesehener innerstädtischer Kunststrand als Gastronomie- und Freizeiteinrichtung.

## Alternative Konzepte zur Belebung der Nördlichen Wallhalbinsel

Schwarzplan der Nördlichen Wallhalbinsel

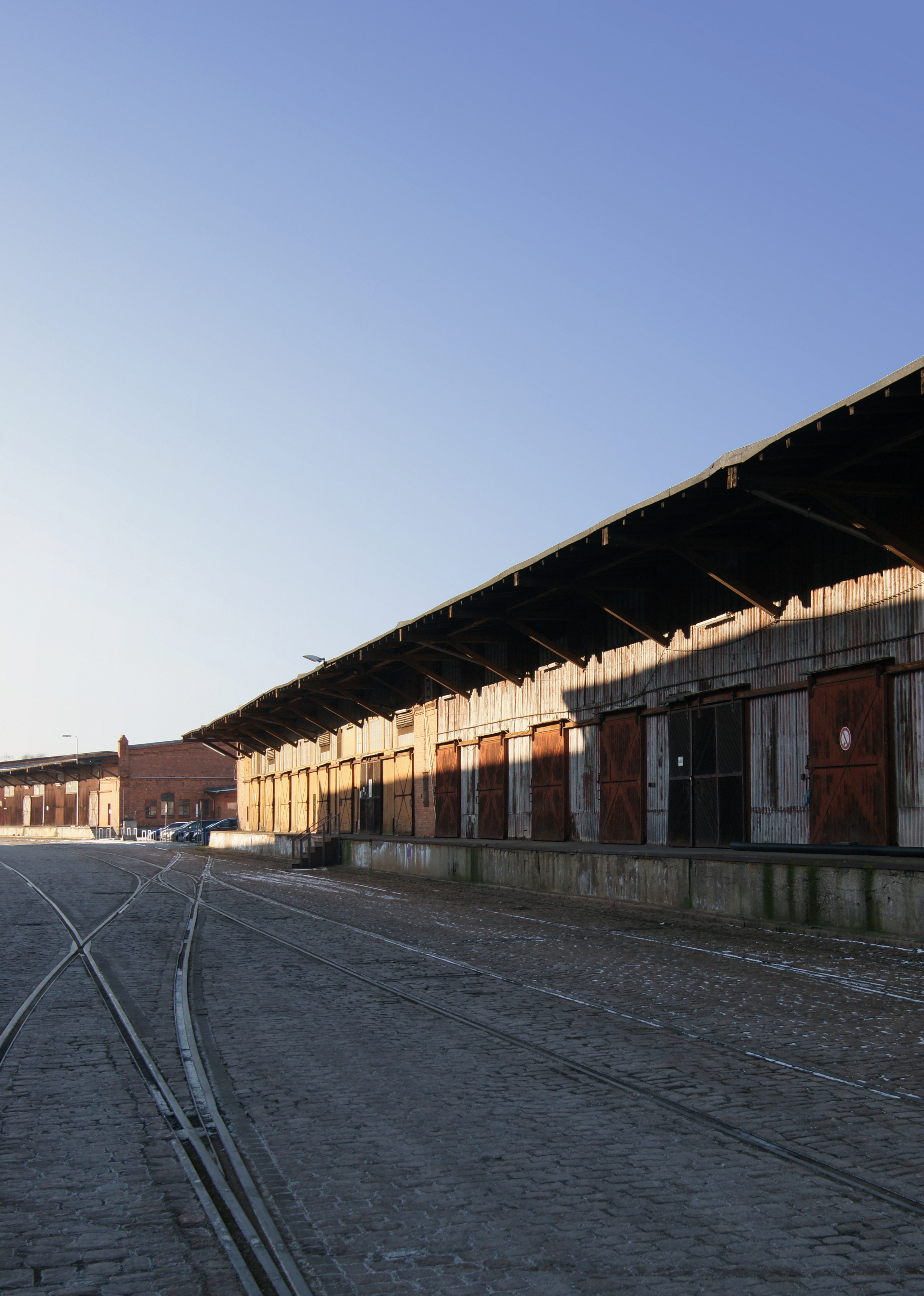
Kaischuppen B (vorne, Bj. 1904) und Kaischuppen A (hinten, Bj. 1903) in der Nutzung 2012

Am 29. September 2011 wurde von der Lübecker Bürgerschaft mit rot-rot-grüner Mehrheit ein neuer Bebauungsplan beschlossen, der vorsieht, die ortsbildprägende Industriekultur zugunsten einer Neubebauung mit Luxuswohnungen und Gewerbe aufzugeben. Das europaweit inzwischen einmalige Beispiel früher Hafenindustrialisierung soll infolgedessen zugunsten von innenstadtnahem Baugrund am Wasser aufgegeben werden.
Das Anliegen der Stadt, die Flächen der Nördlichen Wallhalbinsel lukrativ zu veräußern, ist nicht neu. Der bereits 1994 ausgelobte Ideenwettbewerb für eine Neubebauung sah einen Rahmen von bis zu 115.000 m² Bruttogeschossfläche mit bis zu 700 Wohnungen, Büros, Geschäften, Restaurants, Hotels und Pensionen vor. Doch alle Bemühungen der Stadt scheiterten, die gesamte Fläche an einen einzelnen Investor zu veräußern.
Unter den auf der Nördlichen Wallhalbinsel ansässigen Pächtern, die bereits mehrmals eine Kündigung der von ihnen genutzten Gebäude- und Freiflächen erhalten hatten, wie auch innerhalb der übrigen Lübecker Bevölkerung verbreitete sich vor diesem Hintergrund eine abwartende Gelassenheit. Sie wurde seitens der Entscheidungsträger vermehrt als Desinteresse oder stillschweigende Zustimmung ausgelegt. Doch hat sich gezeigt, dass es ein generationsübergreifendes Interesse an einem behutsamen Umgang mit Lübecks jüngerer Kulturgeschichte gibt.
Unabhängig davon hat die Bürgerinitiative Rettet Lübeck (BIRL) stets für einen behutsamen Umgang mit dem historischen Stadthafen geworben. Infolge des Bürgerschaftsbeschlusses formierte sich innerhalb der BIRL die Arbeitsgruppe „Initiative Hafenschuppen“. Diese Initiative verfolgte zunächst das Ziel, eine kritische Öffentlichkeit herzustellen und über das städtische Vorhaben und seine negativen Auswirkungen für die Stadt und ihre Bewohner zu informieren. In Folge haben sich der Initiative Hafenschuppen weitere Mitglieder angeschlossen, die auf den unterschiedlichen Fachgebieten der Projektentwicklung, der Architektur, des Bauingenieurwesens, des Denkmalschutzes und des Rechtswesens versiert sind. Sie haben das Ansinnen verwirklicht, dem städtischen Vorhaben ein belastbares Alternativkonzept gegenüberzustellen, das den Erhalt der nach Plänen von Hafenbauingenieur Peter Rehder zwischen 1885 und 1944 errichteten Gebäude und Krane vorsieht und auch die Bedürfnisse der Altstadtinsel berücksichtigt.
Mit dem so genannten „Wallhalbinsel-Nord-Konzept“ (kurz: WHIN-Konzept) will die Initiative den Nachweis erbringen, dass eine behutsame Entwicklung des Areals mit dem Ziel, das Altstadtangebot ergänzende Wohn-, Beherbergungs-, Gewerbe- und Kultureinrichtungen zu integrieren, aus dem Bestand heraus möglich ist. Die Lübecker Lokalpolitik hat daraufhin bekundet, die nun von privater Hand ehrenamtlich erarbeitete Alternative zum städtischen Projekt KaiLine ernsthaft zu prüfen.
Den dritten Versuch, die von historischen Bauwerken geräumten Flächen meistbietend für eine Neubebauung zu veräußern, konnte die PIH schließlich durch außerparlamentarische Überzeugungsarbeit und mit der Rückendeckung von über 20.000 Unterschriften besorgter Bürger abwenden. Impetus für die wieder aufgenommene Arbeit der Initiative Hafenschuppen war der auf den Stopp des KaiLine-Projekts folgende, am 26. September 2013 gefasste Bürgerschaftsbeschluss. Er besitzt den Wortlaut:
„Bis zum 31. Dezember 2015 muss ein tragfähiges und wirtschaftliches Entwicklungskonzept unter jedenfalls weitestgehender Beibehaltung der jetzigen Hafenschuppen auf der gesamten Nördlichen Wallhalbinsel der Bürgerschaft entscheidungsreif vorliegen. Die Entwicklung erfolgt eigeninitiativ z. B. durch die Initiative Hafenschuppen. Die Stadt und ihre Gesellschaften unterstützen im üblichen Rahmen der Investorenbetreuung. Für das Gelingen des Konzeptes erforderliche B-Plan-Änderungen erfolgen dann. Sollte bis zum 31. Dezember kein entscheidungsreifes Verwirklichungskonzept vorliegen, erfolgt die Entwicklung der Nördlichen Wallhalbinsel auf der Grundlage des jetzigen Bebauungsplans und der vorliegenden Konzepte.“
Die „Initiative Hafenschuppen“ formierte sich in der Folge neu unter der Bezeichnung „Projektgruppe Initiative Hafenschuppen“ (PIH). In Weiterführung des von der BIRL 2012 publizierten WHIN-Konzepts wurden daraufhin die einzelnen Hafenschuppen detailreich überplant. Diese Arbeit leisteten u. a. das Berliner Architekturbüro Modersohn & Freiesleben und das Lübecker Architekturbüro Herion in Zusammenarbeit mit weiteren Architekten ebenfalls ehrenamtlich. Mit Hilfe des in dieser Weise fortgeschriebenen Entwicklungskonzeptes stellte die PIH einen Pool von Mitstreitern zusammen, der unter Federführung von professionellen Projektentwicklern die behutsame Belebung von Lübecks altem Hafen realisieren soll.
Die von der PIH zusammengestellte Nutzer- und Investorengemeinschaft unterbreitete der Stadt im Dezember 2015 auf Basis des zeitgleich der Lübecker Bürgerschaft übergebenen neuen Konzepts unter dem Namen PIH-Konzept ein Angebot. In der Sitzung der Lübecker Bürgerschaft vom 25. Februar 2016 wurde daraufhin die Umsetzung des PIH-Konzepts mit der Investorengemeinschaft beschlossen und das bisher von der Stadt verfolgte KaiLine-Projekt endgültig verworfen. Ab April 2016 verhandelte diese Investorengemeinschaft – gebündelt in der PIH Entwicklungs- und Erschließungsgesellschaft mbH – mit der Stadt die Verabschiedung eines Anhandgabevertrags für das betrachtete Areal, der am 21. April 2017 schließlich unterzeichnet werden konnte.

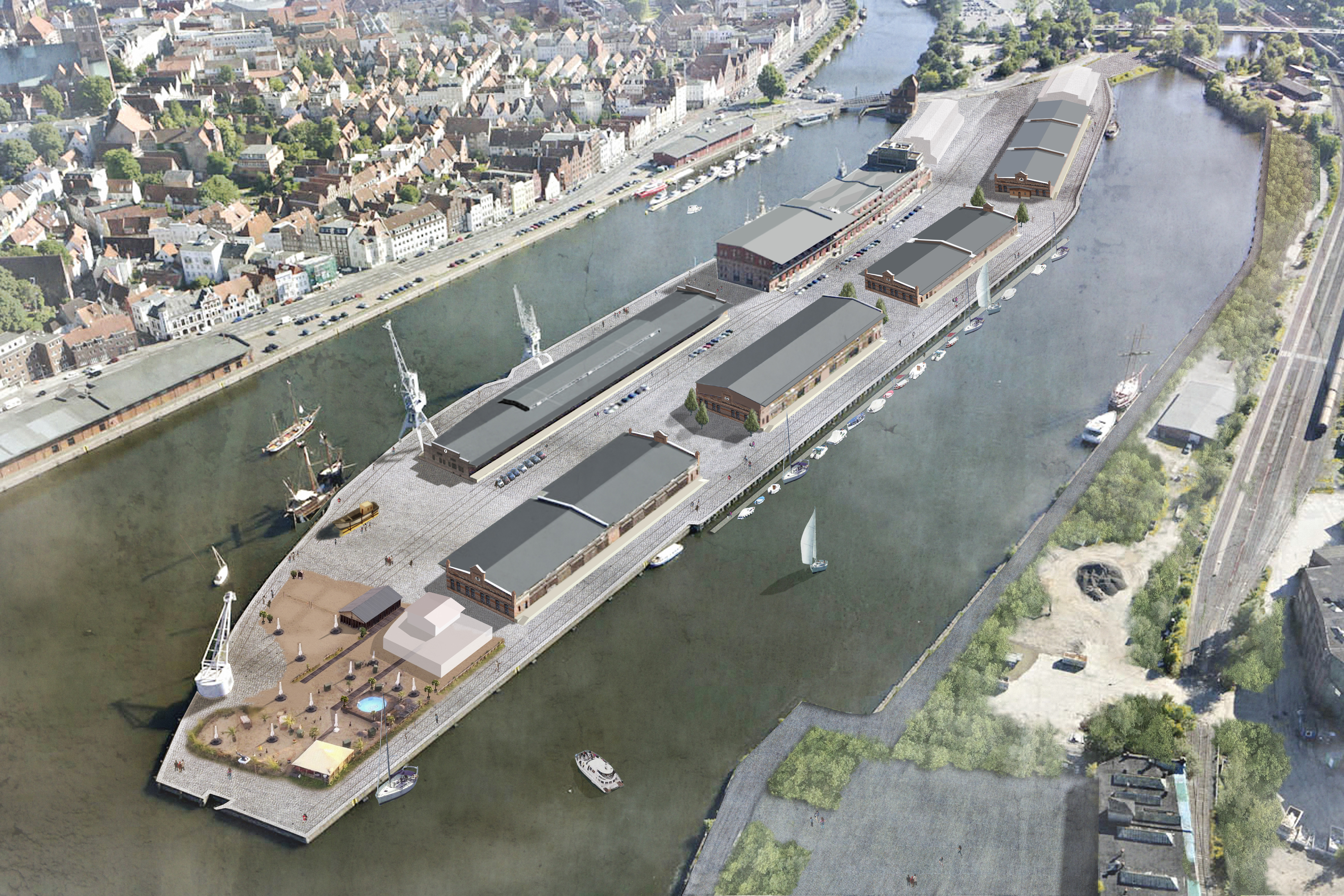
Nördliche Wallhalbinsel: Visualisierung der behutsamen Entwicklung nach dem Konzept der Projektgruppe Initiative Hafenschuppen (PIH-Konzept) vom Dezember 2015

## Behutsame Entwicklung der Nördlichen Wallhalbinsel eingeleitet

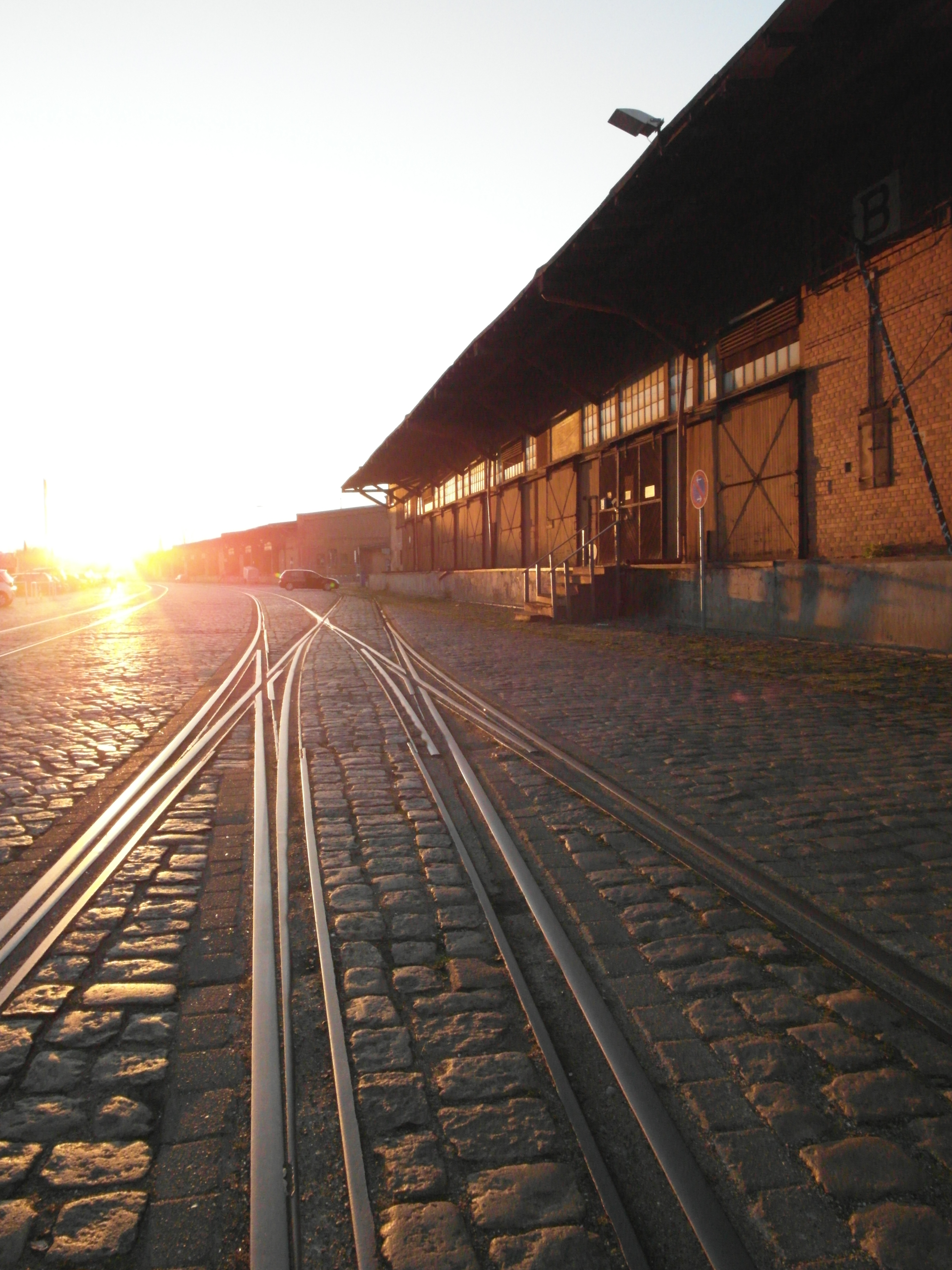
Innere Erschließungsachse mit historischer Weichenstraße und Großsteinpflaster aus der Zeit um 1892 ff. Zentral im Bild eine der Doppelkreuzungsweichen.

Der Anhandgabevertrag zwischen Stadt und Investorengemeinschaft sah vor, Bauvoranfragen für die Sanierung und Umnutzung aller historischen Gebäude und für ergänzende Neubauten zu stellen, auf deren Basis offiziell geprüft werden sollte, ob das PIH-Konzept im Rahmen des noch für das KaiLine-Projekt verabschiedeten Bebauungsplans verwirklicht werden könnte oder ob dieser geändert und neu gefasst werden müsse. Im Ergebnis war der Bebauungsplan zu erneuern, um das Baurecht für die Sanierung der vorhandenen Gebäude herzustellen und die Nutzungszuweisungen zu ermöglichen, die mit teils störendem Gewerbe bzw. mit einem Mischgebiet nicht zu vereinbarenden Tätigkeiten wie dem Betrieb der Werfthalle für historischen Holzschiffbau und die Pflege des Kraweels Lisa von Lübeck der gemeinnützigen Gesellschaft Weltkulturgut Hansestadt Lübeck e. V. einhergehen. Das Verfahren wurde am 19. März 2018 mit dem Aufstellungsbeschluss für den neuen Bebauungsplan 01.77.00 Nördliche Wallhalbinsel (PIH -Konzept) offiziell gestartet.
Für die Entwicklung der Nördlichen Wallhalbinsel wurde der Investorengemeinschaft begleitend zur Bauleitplanung zur Auflage gemacht, einen städtebaulichen Realisierungswettbewerb, einen Wettbewerb über die Freiraumgestaltung und drei Hochbauwettbewerbe für die ergänzenden Neubauten, einem Hotel, einem Medienhaus und einem Restaurantgebäude für den Strandsalon, durchzuführen. Die Wettbewerbe für die Freiraumgestaltung und für die drei Neubauten waren von der Investorengemeinschaft im Rahmen des Anhandgabevertrags über das Entwicklungsgebiet übernommene Verpflichtungen. Das Vorschalten eines städtebaulichen Realisierungswettbewerbs war eine Empfehlung des Welterbe- und Gestaltungsbeirats der Hansestadt Lübeck (GBR) im Zuge der erforderlichen Neuaufstellung des Bebauungsplans. Mit der Lübecker Verwaltung wurde daraufhin vereinbart, die städtebauliche Gestaltung des südlichen Eingangsbereichs zusammen mit der Freiraumgestaltung im Rahmen eines gekoppelten kooperativen Gutachterverfahrens festzulegen und in das laufende Bebauungsplanverfahren einfließen zu lassen. Aufgerufen waren fünf Arbeitsgemeinschaften aus Städteplanern, Hochbau- und Landschaftsarchitekten, die südliche Eingangssituation auf die Nördliche Wallhalbinsel durch ergänzende Neubauten zu gestalten sowie Aussagen über den Umgang mit den Freiflächen zu treffen. Die Arbeitsgemeinschaft Riemann Gesellschaft v. Architekten (Lübeck) mit WES LandschaftsArchitektur (Hamburg) erreichte den ersten Platz mit einem Konzept, welches sich an der historischen Bebauung orientiert und die Lücken nach Süden in der Weise schließt, dass die historische Oberflächengestaltung aus Gleisen und Großsteinpflaster unberührt bleibt. Die Freiraumplanung sieht ebenfalls vor, so weit wie möglich auf Eingriffe in die vorhandene Gestaltung zu verzichten und lediglich die Anforderungen der zukünftig öffentlichen Straßennutzung mit barrierefreien Fuß- und Radwegen zu erfüllen und eine Begrünung auf Randzonen und Plätze zwischen den historischen Gebäuden zu beschränken.
Im Zuge der Beteiligung der Träger öffentlicher Belange in der aktuellen Bauleitplanung wurde der Denkmalwert der baulichen Anlagen der Rehder-Planung von 1884 noch einmal im größeren Umfang geprüft und im März 2018 in der Folge als Mehrheit von baulichen Anlagen nach dem neuen Denkmalschutzgesetz des Landes Schleswig-Holstein unter Schutz gestellt. Neben den Einzeldenkmalen, dem Kaimauerring, den Kranen, dem Kaufmannsspeicher, der Drehbrücke mit ehemaliger Kraftzentrale und der Fuhrwerkswaage, stehen damit auch die historischen Kaischuppen A bis D und F sowie die historischen Gleise und das Großsteinpflaster unter Denkmalschutz.